# Ljubav
Ljubav är det femte studioalbumet från den kroatiska sångerskan Nina Badrić. Albumet släpptes den 23 juni 2003. Albumet innehåller 13 låtar. Albumet innehåller en remix av låten "Čarobno jutro" samt andra versioner på låtarna "Kosa" och "Za dobre i loše dane".

## Låtlista
| Nr  | Titel                 | Längd |
| --- | --------------------- | ----- |
| 1.  | Za dobre i loše dane  | 3:42  |
| 2.  | Čarobno jutro (Remix) | 3:44  |
| 3.  | Sreću duguješ meni    | 4:13  |
| 4.  | Moja ljubav           | 4:47  |
| 5.  | Ti ne znaš kako je    | 4:40  |
| 6.  | Ne daj mi da odem     | 4:26  |
| 7.  | Neka te voli          | 3:30  |
| 8.  | Takvi kao ti          | 4:20  |
| 9.  | Što da ti dam         | 3:46  |
| 10. | Kosa                  | 3:48  |
| 11. | Čarobno jutro         | 2:57  |
| 12. | Za dobre i loše dane  | 3:57  |
| 13. | Kosa                  | 5:10  |